# فانوس دریایی تونک
فانوس دریایی تِوِنِک (فرانسوی: Phare de Tévennec‎) یک فانوس دریایی است که در نوک غربی منطقهٔ برتانی (در دپارتمان فینیستر) واقع شده و در بخش شمالی گذرگاه خطرناک راز د سن، در نزدیکی دماغهٔ پوئن دو ون قرار دارد. این فانوس که در سال ۱۹۱۰ خودکارسازی شد، در کنار فانوس دریایی لاویل به هدایت ایمن کشتی‌ها در این گذرگاه دشوار کمک می‌کند. صخره‌های اطراف تِونِک در گذشته با نام استِوِنِت بَنکس شناخته می‌شدند. این فانوس دریایی طبق فرمانی در ۳۱ دسامبر ۲۰۱۵ در فهرست آثار تاریخی فرانسه به ثبت رسید.